# Trianoptiles capensis
Trianoptiles capensis là loài thực vật có hoa trong họ Cói. Loài này được (Steud.) Harv. miêu tả khoa học đầu tiên năm 1868.